# Truchtersheim (antic municipi)
 Truchtersheim (en alsacià Trüdersche) és un antic municipi i actual municipi delegat francès, situat a la regió del Gran Est, al departament del Baix Rin. L'any 1999 tenia 2.373 habitants. Limita amb Reitwiller al nord-est, Pfettisheim a l'est, Behlenheim i Wiwersheim al sud i Kleinfrankenheim a l'oest.
A finals del 2015 es va unir al municipi de Pfettisheim per crear el nou municipi de Truchtersheim.

## Demografia
| 1962 | 1968 | 1975  | 1982  | 1990  | 1999  |
| ---- | ---- | ----- | ----- | ----- | ----- |
| 830  | 874  | 1.439 | 1.745 | 2.024 | 2.373 |

## Administració
| Període | Identitat    | Partit |
| ------- | ------------ | ------ |
| 2001-   | Justin Vogel |        |